# Suck It and See
Suck It and See è il quarto album in studio del gruppo musicale britannico Arctic Monkeys, pubblicato il 6 giugno 2011.
Al progetto ha lavorato il produttore James Ford. Il 10 marzo, prima che fossero rivelati i dettagli sull'album, è stato reso pubblico il video musicale di Brick by Brick. Il 30 marzo venne annunciato che tremila copie in vinile di Don't Sit Down 'Cause I've Moved Your Chair sarebbero state messe in commercio per il Record Store Day del 16 aprile. Il giorno seguente arrivò la conferma sul sito ufficiale della band che la canzone sarebbe divenuta il primo singolo dell'album, accompagnato dalle B-sides The Blond-O-Sonic Shimmer Trap e I.D.S.T. e disponibile dal 30 marzo.
La canzone Piledriver Waltz fu precedentemente pubblicata nell'EP di debutto di Alex Turner, Submarine. La versione presente in Suck it and See è stata nuovamente registrata con la partecipazione di tutta la band.
Il 30 maggio, una settimana prima della pubblicazione, la Domino Records ha reso disponibile in streaming l'intero album.

## Registrazione dell'album
Le canzoni dell'album sono state scritte nel corso del 2010 e successivamente registrate con il produttore James Ford a Los Angeles in cinque settimane tra gennaio e febbraio 2011.

## Tracce
Testi di Alex Turner, musiche degli Arctic Monkeys
1. She's Thunderstorms – 3:55
2. Black Treacle – 3:35
3. Brick by Brick – 2:59
4. The Hellcat Spangled Shalalala – 3:00
5. Don't Sit Down 'Cause I've Moved Your Chair – 3:04
6. Library Pictures – 2:22
7. All My Own Stunts – 3:52
8. Reckless Serenade – 2:43
9. Piledriver Waltz – 3:24
10. Love Is a Laserquest – 3:12
11. Suck It and See – 3:46
12. That's Where You're Wrong – 4:17

Traccia bonus dell'edizione giapponese
1. The Blond-O-Sonic Shimmer Trap – 3:28

## Classifica Italiana F.I.M.I.
| Settimana | #1 | #2 | #3 |
| --------- | -- | -- | -- |
| Posizione | 28 | 47 | 65 |

## Singoli
- Don't Sit Down 'Cause I've Moved Your Chair
- The Hellcat Spangled Shalalala
- Suck It And See
- Black Treacle

## Formazione
- Alex Turner - voce, chitarra
- Jamie Cook - chitarra
- Nick O'Malley - basso, cori
- Matt Helders - batteria, voce (traccia 3), cori

### Collaboratori
- Josh Homme - cori (traccia 7)